# Spinal Injuries
Spinal Injuries är ett album med det svenska punkbandet Cortex, utgivet 1983. Skivan är inspelad och producerad av Henrik Venant april-augusti 1981, men gavs ut först två år senare. Låten "The Freaks" är såväl Cortex som Freddie Wadlings mest kända. Över tjugo låtar spelades in, varav en del senare släpptes på LP:n The Mannequins of Death.

## Låtlista
1. Mind of Darkness
2. Warrior Night
3. Fear of Glass
4. Nightmare no. 74
5. Morning Moon
6. The Freaks
7. Mayhem Troopers
8. Napalm Sticks to Kids
9. 5 Seconds
10. Flowers of Evil

## Medverkande
Cortex
- Freddie Wadling - sång, bas, klaviatur
- Gerth Svensson - gitarr, klaviatur
- Michael Örtendahl - klaviatur
- Conny Jörnryd - slagverk - slagverk
- Uno Wall - trummor

Övriga
- Henrik Venant - saxofon (på "Mayhem Troopers")
- Mikael Vestergren - gitarr (på "Mayhem Troopers")
- Lars Sundestrand - kör (på "The Freaks")
- Kai Martin - kör (på "The Freaks")